# Mårran
För andra betydelser, se Mårran (olika betydelser).
Mårran är en litterär figur i Tove Janssons berättelser om Mumintrollen. Figuren introducerades 1948 i boken Trollkarlens hatt. Mårran är en kall, stor och spöklik gestalt. Hon beskrivs med små stirrande ögon, en stor näsa och en mun som formar en smal linje med synliga tänder. Ursprungligen var Mårran färglös, men i den japanska TV-serien I Mumindalen har hon en mörklila nyans.

## Personlighet och symbolik
Mårran talar inte i böckerna. I film- och TV-versioner uttrycker hon sig med olika ljud, främst morrningar. Hon symboliserar ofta ensamhet och oförmåga att uttrycka kärlek eller gemenskap. Mårran är ständigt kall, och allt hon vidrör fryser till is. Trots detta längtar hon efter värme och ljus, men kan inte närma sig andra på rätt sätt. Hennes utseende och uppträdande skrämmer invånarna i Mumindalen, vilket förstärker hennes isolering. I boken Pappan och havet minskar dock hennes hotfullhet när Mumintrollet vågar närma sig henne.
I olika tolkningar kan Mårran ses som en gestalt för rädsla för det okända eller ensamhet skapad genom social utstötning. Dessa tolkningar finns ofta i diskussioner kring Janssons verk, men saknar tydliga referenser i originaltexterna.

## Medverkan i Muminböckerna
- Trollkarlens hatt – Mårran blir bestulen på kungsrubinen av Tofslan och Vifslan. Hon deltar i en rättegång ledd av Snorken.
- Muminpappans memoarer – Hon har en mindre roll och jagar Hemulens moster, föreståndare på Muminpappans barnhem.
- Trollvinter – Mårran framställs här som särskilt hotfull. Hon skrämmer Mumintrollet och försöker värma sig vid en eld, som genast slocknar.
- Pappan och havet – Mårrans isolering och ensamhet utforskas mer på djupet.
- Vem ska trösta knyttet? – Mårran dyker upp som en hotfull gestalt som knyttet måste konfrontera.

I TV-avsnittet "Små gäster" från den animerade serien I Mumindalen medverkar Mårran och byter sin rubin mot en hjärtformad snäcka från Muminmammans väska.